# Liste der Kulturgüter in Rubigen
Die Liste der Kulturgüter in Rubigen enthält alle Objekte in der Gemeinde Rubigen im Kanton Bern, die gemäss der Haager Konvention zum Schutz von Kulturgut bei bewaffneten Konflikten, dem Bundesgesetz vom 20. Juni 2014 über den Schutz der Kulturgüter bei bewaffneten Konflikten sowie der Verordnung vom 29. Oktober 2014 über den Schutz der Kulturgüter bei bewaffneten Konflikten unter Schutz stehen.
Objekte der Kategorie A sind im Gemeindegebiet nicht ausgewiesen, Objekte der Kategorie B sind vollständig in der Liste enthalten, Objekte der Kategorie C fehlen zurzeit (Stand: 6. April 2024). Unter übrige Baudenkmäler sind Objekte zu finden, die im Bauinventar des Kantons Bern als «schützenswert» verzeichnet sind.

## Kulturgüter
| Foto |                                                                   | Objekt                                             | Kat. | Typ | Standort                             | Beschreibung |
| ---- | ----------------------------------------------------------------- | -------------------------------------------------- | ---- | --- | ------------------------------------ | --- |
| ja   | Datei hochladen · Wikidata zu Kirche Kleinhöchstetten (Q28224935) | Reformierte Kirche Kleinhöchstetten KGS-Nr.: 01179 | B    | G   | Kleinhöchstetten 122 607065 / 194695 | Bis in die erste Hälfte des 10. Jahrhunderts zurück reichendes Kirchengebäude, erbaut über Vorgängerkirche aus dem 8. Jahrhundert. Kreuzförmige Saalkirche mit trapezförmigem Kirchenschiff, leicht eingezogener Apsis mit zwei seitlichen Annexen und Dachreiter. Es handelt sich um den einzigen in der Schweiz erhaltenen frühromanischen Apsissaal und ist der Wirkungsort des Reformators Jörg Brunner. Im Innern sind auch spätgotische Elemente von 1438 bis 1441 zu finden, darunter Reste von Wandmalereien. |
| ja   | Datei hochladen · Wikidata zu Schloss Rubigen (Q20090002)         | Schloss Rubigen KGS-Nr.: 01180                     | B    | G   | Thunstrasse 23 608175 / 193955       | 1728 im Auftrag des bernischen Salzdirektors Anton Rodt-Kirchberger erbaute Campagne im barocken Stil. Massivbau mit hohem, geknicktem Vollwalmdach und kleinen Giebellukarnen. An der Nordwestseite ist ein Eingangsportikus mit Vierkantpfeilern und bemalter Decke inkorporiert. Das Gebäude besitzt Ecklisenen und hohe Fenster, die Eingangsfront wird durch Oeil-de-boeuf-Fenster gerahmt. |

## Übrige Baudenkmäler
Hinweis: Anstelle der KGS-Nummer wird als Objekt-Identifikator (ID) die Grundstücksnummer verwendet.
| ID   | Foto | | Objekt                                                  | Typ | Standort                              | Beschreibung                                         |
| ---- | ---- | --- | ------------------------------------------------------- | --- | ------------------------------------- | ---------------------------------------------------- |
| 84   | ja   | Datei hochladen · Wikidata zu Brunnen (um 1730/40) in Beitenwil (Q134649156)                             | Brunnen (um 1730/40)                                    | K   | Beitenwil N.N.1 608953 / 195362       |                                                      |
| 84   | ja   | Datei hochladen · Wikidata zu Schlössli Beitenwil (Q112358057)                                           | Schlössli Beitenwil (1723)                              | G   | Beitenwil 61 608926 / 195335          |                                                      |
| 84   | ja   | Datei hochladen · Wikidata zu Pförtnerhaus Schlösschen Beitenwil (Q112362161)                            | Pförtnerhaus Schlösschen Beitenwil (1. Viertel 19. Jh.) | G   | Beitenwil 61c 608925 / 195374         |                                                      |
| 85   | ja   | Datei hochladen · Wikidata zu Friedhof des Asyls Gottesgnad (1888) in Beitenwil (Q134649157)             | Friedhof des Asyls Gottesgnad (1888)                    | G   | Beitenwil N.N.2 608615 / 195386       |                                                      |
| 121  | ja   | Datei hochladen · Wikidata zu Speicher (1618) in Rubigen (Q134649158)                                    | Speicher (1618)                                         | G   | Thunstrasse 34 608104 / 194026        |                                                      |
| 148  | ja   | Datei hochladen · Wikidata zu Bauernhaus (1945) in Rubigen (Q134649159)                                  | Bauernhaus (1945)                                       | G   | Stöcklimattweg 4 608067 / 193966      |                                                      |
| 153  | ja   | Datei hochladen · Wikidata zu Gasthof Krone (1823–1825) in Rubigen (Q134649161)                          | Gasthof Krone (1823–1825)                               | G   | Thunstrasse 18 608025 / 194142        |                                                      |
| 154  | ja   | Datei hochladen · Wikidata zu Dependance des Gasthofs Krone (1. Drittel 19. Jh.) in Rubigen (Q134649163) | Dependance des Gasthofs Krone (1. Drittel 19. Jh.)      | G   | Thunstrasse 9 608047 / 194146         |                                                      |
| 256  | ja   | Datei hochladen · Wikidata zu Ehemaliges Bauernhaus (1789) in Rubigen (Q134649165)                       | Ehemaliges Bauernhaus (1789)                            | G   | Thunstrasse 38 608115 / 194003        |                                                      |
| 323  | ja   | Datei hochladen · Wikidata zu Bauernhaus (1775/76) in Rubigen (Q134649167)                               | Bauernhaus (1775/76)                                    | G   | Zaunackerstrasse 11 607668 / 194315   |                                                      |
| 323  | ja   | Datei hochladen · Wikidata zu Stock (Ende 18. Jh.) in Rubigen (Q134649170)                               | Stock (Ende 18. Jh.)                                    | G   | Zaunackerstrasse 13 607700 / 194316   |                                                      |
| 366  | BW   | Datei hochladen · Wikidata zu Bauernhaus (1795) in Rubigen (Q134649173)                                  | Bauernhaus (1795)                                       | G   | Oberholz 69 609364 / 194422           |                                                      |
| 366  | BW   | Datei hochladen · Wikidata zu Speicher (um 1800) in Rubigen (Q134649175)                                 | Speicher (um 1800)                                      | G   | Oberholz 69b 609345 / 194365          |                                                      |
| 476  | ja   | Datei hochladen · Wikidata zu Speicher (1681) in Kleinhöchstetten (Q134649178)                           | Speicher (1681)                                         | G   | Kleinhöchstetten 115f 607253 / 194702 |                                                      |
| 496  | ja   | Datei hochladen · Wikidata zu Speicher (18. Jh.) in Beitenwil (Q134649180)                               | Speicher (18. Jh.)                                      | G   | Beitenwil 58g 609272 / 195581         |                                                      |
| 522  | ja   | Datei hochladen · Wikidata zu Kirchenstöckli (18./19. Jh.) in Kleinhöchstetten (Q134649183)              | Kirchenstöckli (18./19. Jh.)                            | G   | Kleinhöchstetten 121a 607032 / 194665 |                                                      |
| 560  | ja   | Datei hochladen · Wikidata zu Speicher (1585) in Rubigen (Q134649185)                                    | Speicher (1585)                                         | G   | Thunstrasse 19c 608165 / 194032       |                                                      |
| 663  | ja   | Datei hochladen · Wikidata zu Speicher (1752) in Kleinhöchstetten (Q134649187)                           | Speicher (1752)                                         | G   | Kleinhöchstetten 115c 607157 / 194660 |                                                      |
| 663  | ja   | Datei hochladen · Wikidata zu Stöckli (1847) in Kleinhöchstetten (Q134649189)                            | Stöckli (1847)                                          | G   | Kleinhöchstetten 116a 607152 / 194641 |                                                      |
| 663  | ja   | Datei hochladen · Wikidata zu Speicher (1752) in Kleinhöchstetten (Q134649187)                           | Speicher (1752)                                         | G   | Kleinhöchstetten 116d 607156 / 194661 |                                                      |
| 741  | ja   | Datei hochladen · Wikidata zu Speicher (1786) in Rubigen (Q134649190)                                    | Speicher (1786)                                         | G   | Einschlag 92a 608777 / 194140         |                                                      |
| 889  | ja   | Datei hochladen · Wikidata zu Bauernhaus (1771) in Rubigen (Q134649192)                                  | Bauernhaus (1771)                                       | G   | Einschlag 91 608719 / 194150          |                                                      |
| 1036 | ja   | Datei hochladen · Wikidata zu Künstler-Wohnatelier (1958) in Rubigen (Q134649193)                        | Künstler-Wohnatelier (1958)                             | G   | Schwarzbachstrasse 8 607705 / 194631  | Wohn- und Werkstätte der Bildhauerin Mariann Grunder |
| 1064 | ja   | Datei hochladen · Wikidata zu Reiheneinfamilienhaus (1982) in Rubigen (Q134649196)                       | Reiheneinfamilienhaus (1982)                            | G   | Feldernstrasse 4 607601 / 194573      |                                                      |
| 1432 | ja   | Datei hochladen · Wikidata zu Stöckli (um 1800) in Rubigen (Q134649200)                                  | Stöckli (um 1800)                                       | G   | Thunstrasse 40 608129 / 193982        |                                                      |
| 1864 | ja   | Datei hochladen · Wikidata zu Stöckli (1808) in Rubigen (Q134649202)                                     | Stöckli (1808)                                          | G   | Thunstrasse 16a 607958 / 194193       |                                                      |
| 1886 | BW   | Datei hochladen · Wikidata zu Ehemaliges Bauernhaus (1. Drittel 19. Jh.) in Rubigen (Q134649204)         | Ehemaliges Bauernhaus (1. Drittel 19. Jh.)              | G   | Hunzige 105 607810 / 193608           |                                                      |
| 2144 | ja   | Datei hochladen · Wikidata zu Speicher (1727) in Rubigen (Q134649206)                                    | Speicher (1727)                                         | G   | Stöcklimattweg 4a 608067 / 193996     |                                                      |
| 2147 | ja   | Datei hochladen · Wikidata zu Landsitz (um 1770) in Rubigen (Q134649208)                                 | Landsitz (um 1770)                                      | G   | Hunzige 100 607944 / 193328           |                                                      |
| 2173 | ja   | Datei hochladen · Wikidata zu Ehemaliges Stöckli (1790) in Rubigen (Q134649209)                          | Ehemaliges Stöckli (1790)                               | G   | Bernstrasse 41 607654 / 194568        |                                                      |